# Erik XIV của Thụy Điển
Erik XIV (13 tháng 12 năm 1533 - 26 tháng 2 năm 1577) là Quốc vương Thụy Điển từ năm 1560 cho đến khi bị lật đổ năm 1568. Ngoài ra, Erik XIV cũng là người cai trị Estonia sau cuộc chinh phục của Thụy Điển vào năm 1561.
Erik là con trai lớn nhất của Gustav I của Thụy Điển và Katharina xứ Sachsen-Lauenburg. Lên ngôi năm 1560 sau khi phụ thân băng hà, những năm đầu trị vì của Erik cho thấy quan hệ không được lòng giữa Nhà vua và giới quý tộc Thụy Điển. Dưới triều đại của Erik, Thụy Điển dần mở rộng ảnh hưởng ở khu vực Baltic và Estonia, mở ra thời kỳ đầu đưa Thụy Điển trở thành một cường quốc vào thế kỷ 16. Từ năm 1563, Erik có những dấu hiệu bất ổn về mặt tinh thần. Cuối đời, triều đại của ông chứng kiến sự nổi dậy của các công tước và quý tộc trên khắp Thụy Điển. Vào năm 1568, Đại vương công Phần Lan Johan phế truất ông và lên ngôi với tên hiệu Johan III. Vào ngày 26 tháng 2 năm 1577, Erik qua đời khi bị giam cầm tại Lâu đài Örbyhus. Một cuộc khám nghiệm hài cốt Nhà vua vào năm 1958 xác nhận rằng có thể ông đã qua đời vì ngộ độc arsenic.

## Những năm đầu

### Thân thế
Erik XIV sinh tại lâu đài Tre Kronor, lúc 9 giờ sáng ngày 13 tháng 12 năm 1533. Ông là người con trai đầu lòng của Gustav I của Thụy Điển và Vương hậu Catherine của Saxe-Lauenburg. Năm 1535, sự ra đi của mẫu thân Catherine của Saxe-Lauenburg khi ông chưa đầy 2 tuổi, một năm sau Gustav I kết hôn với Margaret Leijonhufvud và sinh ra người em trai cùng cha khác mẹ là Vương tử Johan, Đại vương công Phần Lan.

### Trưởng thành và Giáo dục
Việc giáo dục sớm cho ông được đảm nhận bởi một người Đức tên Georg Norman (người về sau đã rời khỏi cung đình Thụy Điển đi chu du khắp nơi). Người kế tiếp trở thành gia sư của ông là Dionysius Beurraeus. Dionysius cũng dạy học cho Johan và cả hai đều học và có kết quả rất tốt. Về Erik, ông được đánh giá là một người có năng khiếu về mặt ngoại ngữ và cả toán học, một nhà văn tốt và là nhà chiêm tinh học đại tài. Vào năm 1557, ở tuổi 24 ông được giao nhiệm vụ quản lý Kalmar, Kronoberg và Öland.

## Hôn nhân
Trong thời gian còn là Thái tử, ông từng có một số mối quan hệ trước khi kết hôn, đặt biệt là Agda Persdotter, người sinh cho ông 3 người con ngoài giá thú lần lượt: Virginia Eriksdotter (1559 - 1633), Constantia Eriksdotter (1560 - 1649) và Lucretia Eriksdotter (1564 - 1574).
Erik từng tỏ ý kết hôn với Nữ vương Elizabeth I tương lai của Anh và theo đuổi bà trong nhiều năm, điều này trái với mong muốn của Gustav I và về sau nảy sinh căng thẳng lớn giữa ông và phụ thân. Ngoài ra ông cũng từng đưa ra những đề nghị kết hôn nhưng không thành công với Mary (sau là Mary I của Scotland), Renata của Lorraine, Anna xứ Sachsen, và Christine xứ Hessen.
Cuối cùng ông kết hôn với Karin Månsdotter vào ngày 4 tháng 7 năm 1568 nhưng trước khi cuộc hôn nhân này được diễn ra chính thức, ông có 2 người con trước khi kết hôn với Karin Månsdotter và sau đó sinh thêm 2 người con lần lượt là Sigrid Eriksdotter (1566 - 1633), Gustaf (1568 - 1607), Henrik (1570 - 1574) và Arnold (1572 - 1573).

## Cai trị
Ông được trao vương miện và lấy hiệu Erik XIV, nhưng không nhất thiết phải là vị vua thứ 14 của Thụy Điển tên là Erik. Ông và em trai là Karl IX đã chấp nhận các số thập phân theo lịch sử hư cấu của Johannes Magnus về Thụy Điển. Tuy nhiên, đã có ít nhất sáu vị vua Thụy Điển trước đó với tên của Erik mà ít ai biết đến.
Những chính sách đối nội của ông luôn bị em trai là Johan, Đại vương công Phần Lan phản đối. Trong khi ông trên cương vị là một Quốc vương ra sức củng cố quyền lực trong nội bộ Thụy Điển thì Johan, Đại vương công Phần Lan (sau là Johan III) lại chủ trương thân thiện với Ba Lan và theo đuổi chính sách mở rộng ở Livonia (nay là Estonia, Latvia và Lithuania) dẫn đến tranh chấp giữa hai anh em. Năm 1563, Johan bị bắt giữ vì phản bội và bị tống giam.
Nếu so với phụ thân ông, Gustav I là một ông vua hiếu hòa và hài lòng với việc cai trị một nhà nước độc lập thì ông có phần quan tâm nhiều hơn về việc mở mang ảnh hưởng của Thụy Điển đặc biệt ở vùng Baltic và Estonia, bắt đầu quá trình khiến Thụy Điển trở thành một cường quốc lớn trong thế kỷ 17. Sự bành trướng này đã dẫn đến một cuộc đụng độ với người em họ của ông, Frederick II của Đan Mạch. Triều đại của ông phần lớn bị chi phối bởi Chiến tranh Livonia và Chiến tranh Bảy năm, trong đó ông đã đẩy lùi thành công hầu hết các nỗ lực của Đan Mạch trên lãnh thổ Thụy Điển.
Từ năm 1563, ông trở nên gắt gỏng và hay dùng bạo lực. Năm 1567, ông bị những người trong gia tộc Sture nảy sinh nghi ngờ, việc nghi ngờ này dẫn đến vì phần lớn nguyên nhân dưới sự cai trị của ông có phần chống đối với giới quý tộc sống tại Thụy Điển. Vào năm 1566, ông buộc tội Nils Svantesson Sture (con trai của người đứng đầu gia tộc Sture, Svante Stensson Sture) sau đó ông đã đã đâm Nils Svantesson Sture và được giới quý tộc coi như một hành động giết người.
Sau vụ giết người, xung đột của ông với giới quý tộc đã đến đỉnh điểm. Vào mùa thu năm 1568, các cuộc đình công và các quý tộc nổi loạn, và ông bị truất ngôi. Sau đó ông bị giam giữ bởi Johan, Đại vương công Phần Lan. Sau một thời gian bị giam giữ như một tù nhân ở nhiều lâu đài khác nhau ở cả Thụy Điển và Phần Lan, ông qua đời trong nhà tù ở lâu đài Örbyhus vì ăn phải bát súp có độc. Thi thể của ông sau đó được khai quật và phân tích pháp y hiện đại cho thấy bằng chứng về ngộ độc arsen gây chết người.

## Con cái
| Tên                    | Năm sinh - mất | Ghi chú |
| ---------------------- | -------------- | --- |
| Virginia Eriksdotter   | 1559 - 1633    | ba người con với tình nhân Agda Persdotter, trong đó Virginia và Constantia được công nhận là Vương nữ Thụy Điển |
| Constantia Eriksdotter | 1560 - 1649    | ba người con với tình nhân Agda Persdotter, trong đó Virginia và Constantia được công nhận là Vương nữ Thụy Điển |
| Lucretia Eriksdotter   | 1564 - 1574    | ba người con với tình nhân Agda Persdotter, trong đó Virginia và Constantia được công nhận là Vương nữ Thụy Điển |
| Sigrid Eriksdotter     | 1566 - 1633    | bốn người con với Vương hậu Karin Månsdotter                                                                     |
| Gustaf Eriksson        | 1568 - 1607    | bốn người con với Vương hậu Karin Månsdotter                                                                     |
| Henrik                 | 1572 - 1573    | bốn người con với Vương hậu Karin Månsdotter                                                                     |
| Arnold                 | (1572 - 1573)  | bốn người con với Vương hậu Karin Månsdotter                                                                     |